# Вильгельмсдорф (Вюртемберг)
Вильгельмсдорф (нем. Wilhelmsdorf) — община в Германии, в земле Баден-Вюртемберг.
Подчиняется административному округу Тюбинген. Входит в состав района Равенсбург. Население составляет 4806 человек (на 31 декабря 2010 года). Занимает площадь 38,10 км².
Коммуна подразделяется на 4 сельских округа.

## Фотографии

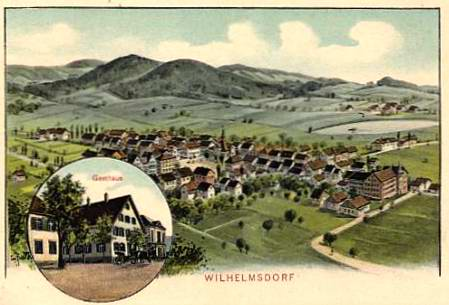
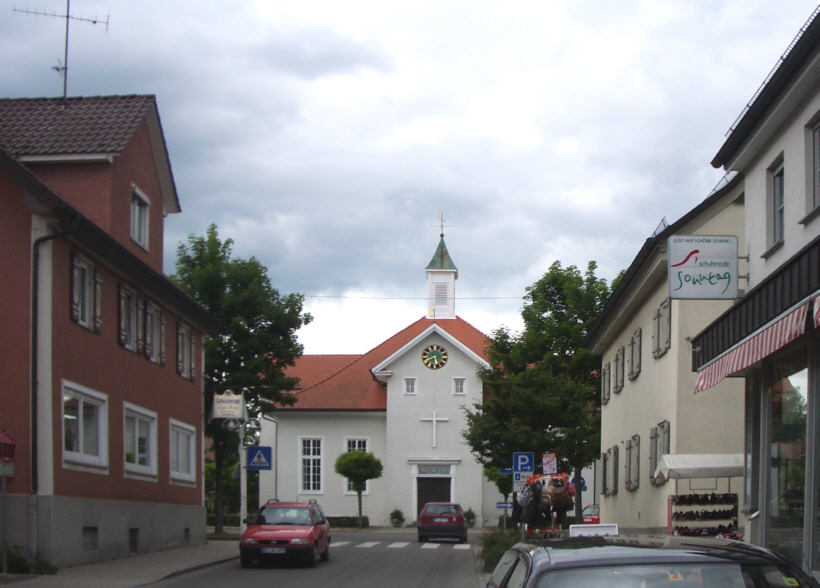
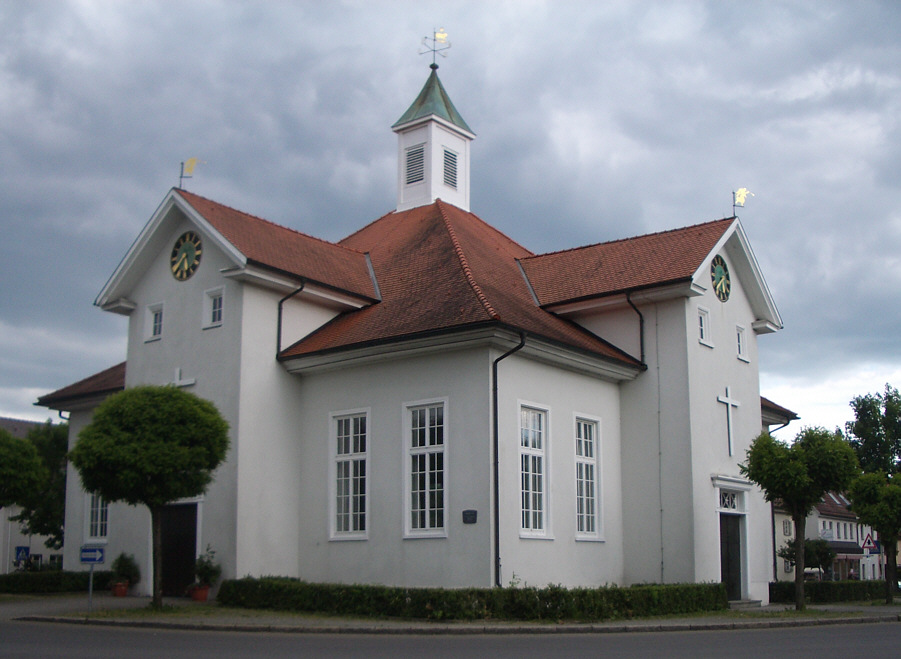
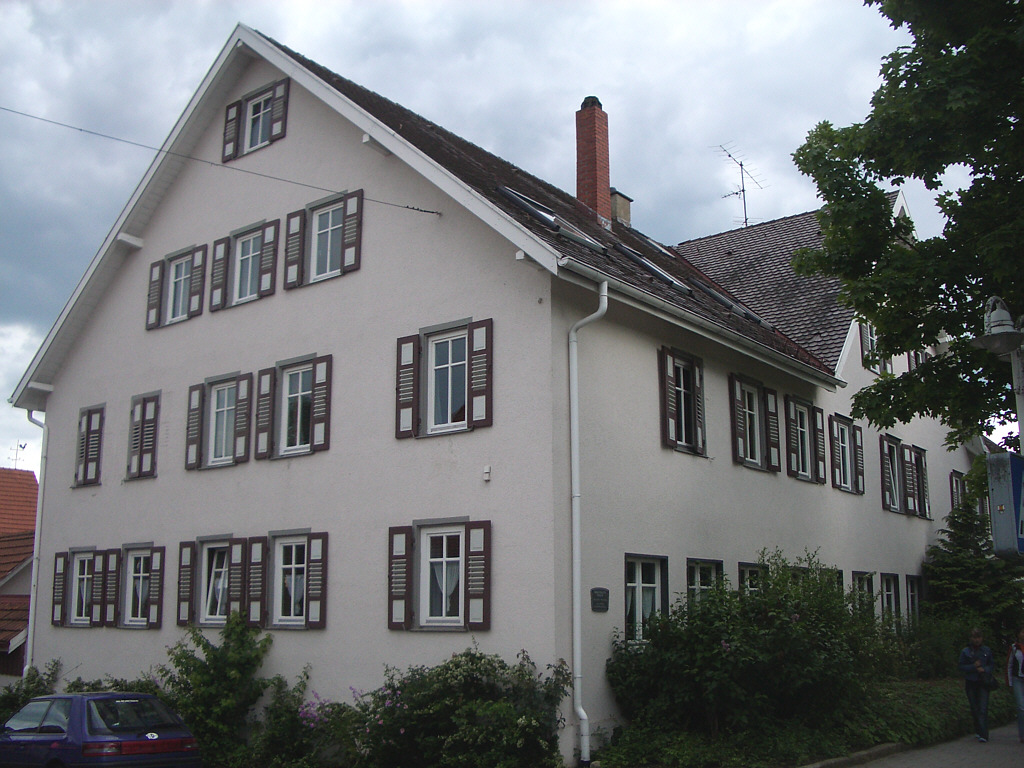